# Beuzec-Conq
Pour les articles homonymes, voir Beuzec et Conq.
Beuzec-Conq est un quartier de la commune de Concarneau, dans le département du Finistère, en France. C'est aussi une ancienne commune fusionnée avec Concarneau en 1945.

## Géographie
Beuzec-Conq est situé au nord de Concarneau, sur la rive droite de l'estuaire du Moros. Avant son annexion par Concarneau, son finage s'étendait jusqu'à la partie nord du port de Concarneau et certains quartiers (Le Lin, Kerandon, Le Poteau Vert, etc.) de cette ville également.
Le bourg est situé à une certaine distance de la côte, sur un plateau : c'est là une caractéristique commune à de nombreuses communes littorales bretonnes (par exemple à Ploaré, Esquibien, Plogoff, Plouhinec, Poullan, Combrit, Nizon, etc.), les premiers émigrants bretons fixèrent le centre de leurs plous à l'intérieur des terres, probablement par crainte des pirates saxons.

## Toponymie
Le nom Beuzec provient de l'anthroponyme Budoc, éponyme du saint fondateur de la paroisse. L'église paroissiale de Beuzec est d'ailleurs consacrée à saint Budoc. Conq provient du latin concha qui a donné en breton konk. Ce toponyme évoque une anse où pouvait s'abriter les navires. C'est le nom primitif de l'îlot sur lequel a été bâtie la ville de Concarneau et qui a dépendu de la paroisse de Beuzec jusqu'à la Révolution.

## Histoire

### Moyen Âge
Selon Jean-Baptiste Ogée, « l'an 1145, le duc Conan III exempta, en faveur de l'église de Quimper [en fait la cathédrale Saint-Corentin de Quimper] les habitants de cette paroisse de taille et de quelques autres impôts ». Il poursuit : « Il y avait autrefois dans cet endroit un château bien fortifié [il s'agit en fait de la Ville close de Concarneau], gardé en 1363 par une garnison anglaise. Le connétable du Guesclin l'assiégea et s'en rendit maître. Après cette expédition, ce général chassa tous les Anglais qui étaient dans les environs, et profita de leur éloignement pour aller attaquer l'île de Jersey, défendue par un très fort château. Du Guesclin s'en empara, fit la garnison prisonnière, ravagea l'île et fit raser ses fortifications. Il repassa ensuite en Bretagne avec ses prisonniers, et se rendit au château de Beuzec-Conq qu'il venait de conquérir ».

### Époque moderne
Pendant les guerres de la Ligue, le colonel espagnol Dom Juan d'Aquila, allié du duc de Mercœur, avec sa troupe, « traversant les paroisses d'Elliant et Beuzec, massacra tous ceux qu'il put atteindre et brûla les villages, notamment Rosporden. Or les malheureux et innocents paysans massacrés et ruinés par lui étaient ligueurs ».
En 1759 la paroisse de Beuzec-Conq [le nom est écrit Beuzecconq]devait chaque année fournir 20 hommes pour servir de garde-côtes.
Jean-Baptiste Ogée décrit ainsi Beuzec-Conq en 1778 :

« Beuzec-Conq ; à peu de distance de la mer ; à 4 lieues au sud-est de Quimper, son Évêché, et à une demi-lieue de Concarneau, sa subdélégation et son ressort. On y compte 1 000 communiants. La cure est à l'alternative. Cette paroisse relève du Roi : elle avait autrefois une juridiction royale, qui fut unie et incorporée au siège présidial de Quimper, par édit du roi Charles IX en 1564. Ce territoire est un terrein [terrain] irrégulier. Ses habitants vivent dans une honnête aisance, qu'ils ne doivent vraisemblablement qu'aux soins qu'ils donnent à la culture de la terre. Leurs campagnes, exactement cultivées, offrent, dans la saison, le plus beau spectacle pour les yeux du citoyen, par des moissons abondantes. (...) Les maisons nobles de Beuzec-Conq sont : le manoir de Coetconcy, en 1400 au baron du Pont ; celui de Merguen, à M. de Penmarch ; celui de Kerrugui, à Henri de Kersauson ; les maisons nobles de Keroulin et de Forestic. »

### Révolution française
Le décret de l'Assemblée nationale du 16 août 1791 précise que hors la ville, les paroisses du district de Quimper sont réduites à 18. Parmi elles, « Beuzec-Conq, qui aura pour succursale Concarneau ». Ce découpage ne fut que provisoire et non repris lors de la création des communes  par le décret de la Convention nationale du 10 brumaire an II (31 octobre 1793).
La commune de Beuzec-Conq est créée en 1790 sur la base de la paroisse éponyme, mais sans sa trève de Concarneau, communauté de ville avant 1789, qui est érigée en commune indépendante.
En 1791 ou 1792, à l'occasion du démembrement de la commune de Locamand, Beuzec-Conq est agrandie des sept villages situés au nord du ru de Saint-Laurent.

### LeXIXesiècle
Dans le parc du château de Lesnevar, alors propriété du baron Pierre de Beauchef de Servigny, une station de remonte de chevaux de trait (chevaux bretons) fut installée entre 1888 et 1895 .

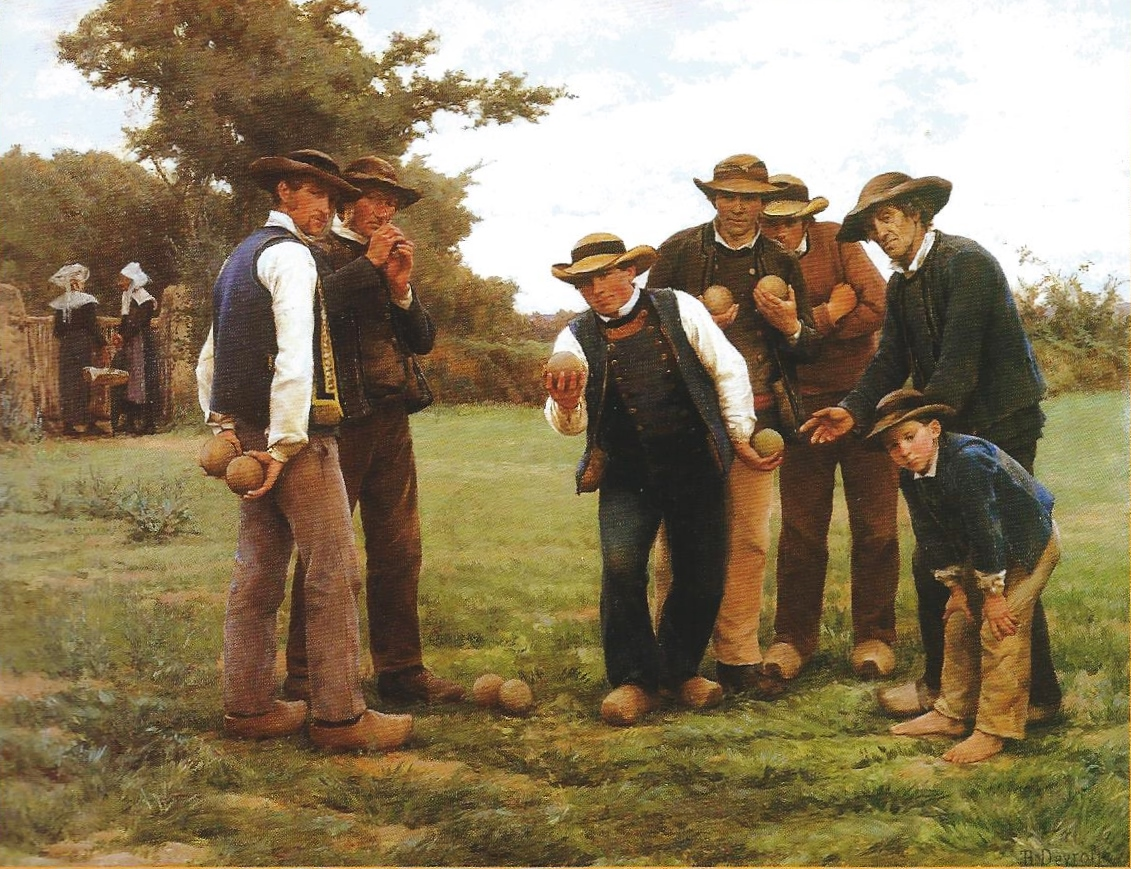
Théophile Deyrolle : Les joueurs de boules [à Beuzec-Conq] (1887, 172 x 226 cm, Musée des beaux-arts de Quimper)
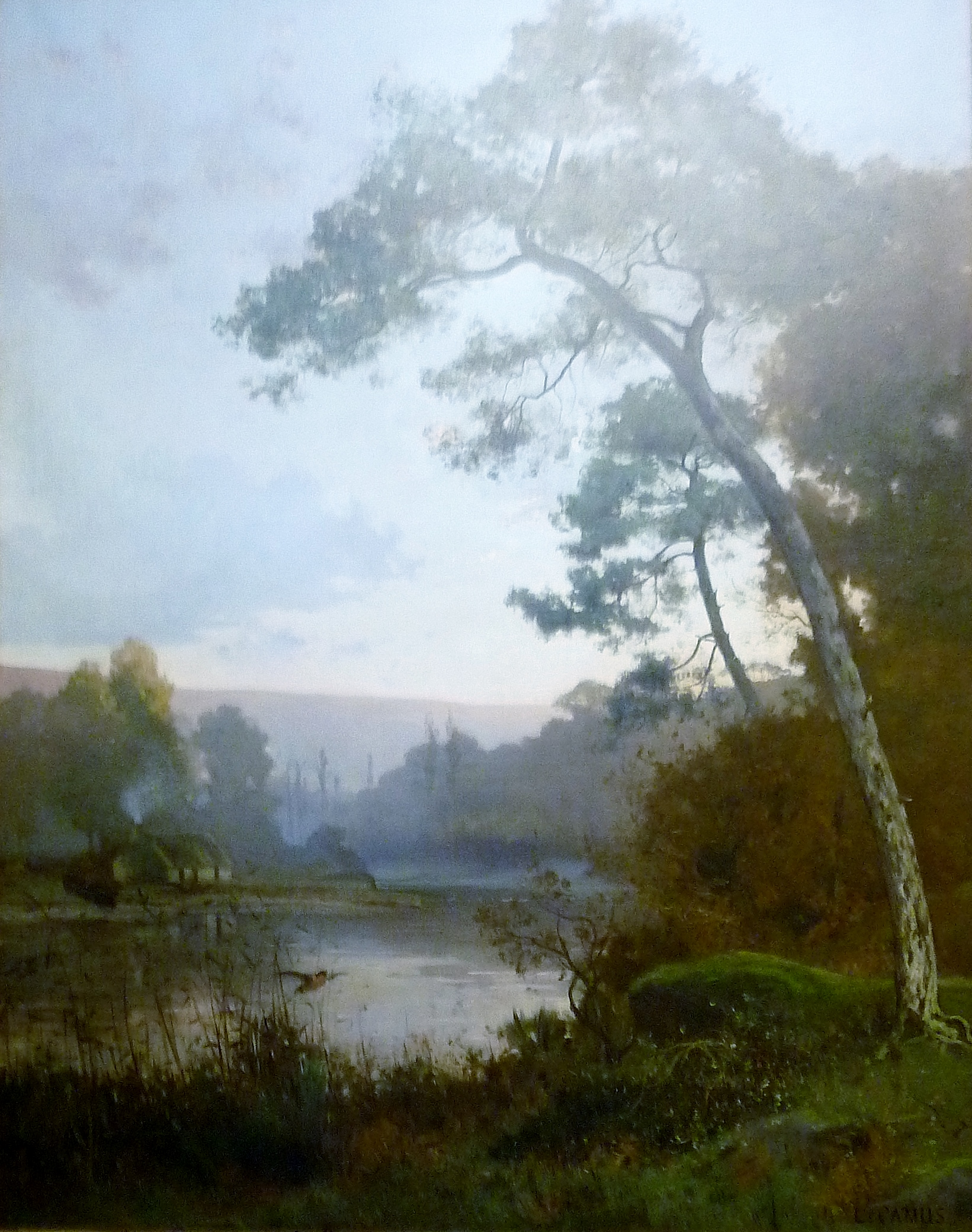
Louis Le Camus : L'Anse Saint-Laurent (1883, musée des beaux-arts de Quimper)

#### L'école de hameau de La Boissière
Fin XIXe la construction de 67 écoles de hameaux a été autorisée dans le Finistère par deux décrets :
- Le décret du 25 octobre 1881 qui a délégué une subvention pour 18 écoles de hameaux sur l'arrondissement de Quimperlé ; toutes ont été bâties.
- Le décret du 14 mars 1882 qui a délégué une subvention pour 50 écoles de hameaux sur les quatre autres arrondissements du département (Brest, Châteaulin, Morlaix, Quimper) à choisir dans les communes « dont le territoire est le plus étendu et les ressources les plus restreintes » ; 49 ont été bâties dont 1 à Beuzec-Conq (La Boixière ou La Boissière)[12].

### LeXXesiècle

#### La Première Guerre mondiale
Le monument aux morts de Beuzec-Conq porte les noms de 185 soldats morts pour la France pendant la Première Guerre mondiale.

#### L'Entre-deux-guerres
En 1935, Beuzec-Conq fait partie des cinq communes du département du Finistère à avoir une municipalité à majorité communiste (les autres étant Concarneau, Douarnenez, Guilvinec et Treffiagat).

#### La Seconde Guerre mondiale
Le monument aux morts de Beuzec-Conq porte les noms de 18 personnes mortes pour la France pendant la Seconde Guerre mondiale.
François Péron, marin-pêcheur de Saint-Guénolé, fut condamné à mort pour violences et voies de fait contre des militaires allemands et fusillé le 25 février 1941 au château de Kériolet en Beuzec-Conq.
Un groupe d'environ 80 résistants, dirigés par Pierre Le Naour, tint un maquis dans le bois de Beuzec entre le 7 et le 17 juin 1944 ; des réfractaires du STO s'y cachaient antérieurement.
Le 7 août 1944, un groupe de résistants du mouvement Vengeance attaque des soldats allemands à Kernaoulan en Nizon et cherche à empêcher une éventuelle attaque allemande en direction de Rosporden qui vient d'être libérée par la Résistance, à partir des cantonnements allemands du Fresq et de Kerguirizit en Melgven : Yves Trichard, né le 25 novembre 1919 à Beuzec-Conq, est tué ce jour-là par une balle explosive allemande à Croissant-Bouillet.
Robert Le Mao, résistant, fut victime d'un éclat d'obus phosphorescent allemand à Beuzec-Conq le 17 août 1944.

### Le rattachement à Concarneau
Beuzec-Conq est rattachée à la commune de Concarneau par un arrêté préfectoral du 27 août 1945.

### L'après-Seconde-guerre-mondiale
François D. assassina le 11 avril 1958 dans leur ferme de Kerhornou à coups de chevrotine, ses beaux-parents et blessa grièvement son épouse, Marie Gohiec, à qui il reprochait entre autres ses infidélités. Ivre au moment des faits, il fut condamné à vingt ans de travaux forcés par la Cour d’assises du Finistère le 12 janvier 1960.
Deux soldats originaires de Beuzec-Conq sont décédés pendant la guerre d'Algérie : Jean Madec, décédé le 13 septembre 1956 à Palestro (Algérie) et Paul Herlédan, décédé le 21 avril 1958 à Bougie (Algérie).

## Maires successifs
| Période                                  | Période | Identité                                                  | Étiquette | Qualité |
| ---------------------------------------- | ------- | --------------------------------------------------------- | --------- | ------- |
| Les données manquantes sont à compléter. |         |                                                           |           |         |
| 1791                                     |         | Joseph Caezrou de la Haie                                 |           |         |
| 1792                                     |         | Pierre Guillou de Kernouz                                 |           |         |
| 1795                                     | 1803    | Antoine-Marie Le Mauyc                                    |           |         |
| 1803                                     |         | Alexandre de Kersalaün                                    |           |         |
| 1803                                     | 1807    | René-Guy Le Gorgeu du Linto                               |           |         |
| 1808                                     | 1826    | Jean-François Le GalL                                     |           |         |
| 1826                                     | 1829    | Antoine Marie Le Mauyc                                    |           |         |
| 1829                                     | 1845    | Pierre-Joseph Le Guillou-Penanros                         |           |         |
| 1846                                     |         | Jean Rouat                                                |           |         |
| 1846                                     | 1861    | Amédée Le Mauyc                                           |           |         |
| 1861                                     | 1871    | Yves Le Crane                                             |           |         |
| 1871                                     | 1874    | Michel-Fidèle Le Crane                                    |           |         |
| 1874                                     | 1876    | Comte Louis-Charles-Honoré de Chauveau, marquis de Serres |           |         |
| 1876                                     | 1895    | Michel-Fidèle Le Crane                                    |           |         |
| 1895                                     | 1919    | Yves-Jean Le Crane                                        |           |         |
| 1919                                     |         | Yves Déréat                                               |           |         |
| 1925                                     | 1935    | Victor Le Bris                                            |           |         |
| 1935                                     |         | Jacques Serre                                             |           |         |
| 1941                                     |         | Charles-Louis-Marie Rayer                                 |           |         |

## Démographie
Évolution démographique de Beuzec-Conq
| Année       | 1793  | 1800  | 1806  | 1821  | 1831  | 1836  | 1841  | 1846   | 1851  | 1856  | 1861  |
| ----------- | ----- | ----- | ----- | ----- | ----- | ----- | ----- | ------ | ----- | ----- | ----- |
| Beuzec-Conq | 1 206 | 1 236 | 1 280 | 1 126 | 1 176 | 1 300 | 1 339 | lacune | 1 547 | 1 504 | 1 643 |

| Année       | 1866  | 1872  | 1876  | 1881  | 1886  | 1891  | 1896  | 1901  | 1906  | 1911  | 1921  |
| ----------- | ----- | ----- | ----- | ----- | ----- | ----- | ----- | ----- | ----- | ----- | ----- |
| Beuzec-Conq | 1 735 | 1 856 | 2 052 | 2 394 | 3 156 | 3 660 | 3 994 | 4 608 | 5 112 | 4 666 | 4 140 |

| Année                                                            | 1926  | 1931  | 1936  | 1946 | 1954 | 1962 | 1968 | 1975 | 1982 | 1990 | 1999 |
| ---------------------------------------------------------------- | ----- | ----- | ----- | ---- | ---- | ---- | ---- | ---- | ---- | ---- | ---- |
| Beuzec-Conq                                                      | 4 132 | 4 100 | 4 155 |      |      |      |      |      |      |      |      |
| Nombre retenu à partir de 1962 : population sans doubles comptes |       |       |       |      |      |      |      |      |      |      |      |

## Lieux remarquables

### Patrimoine bâti
- Église Saint-Budoc, dédiée à saint Budoc.
- Château de Kériolet
- Manoir de Stang-al-Lin
- Château de Lesnevar
- Phare de Beuzec

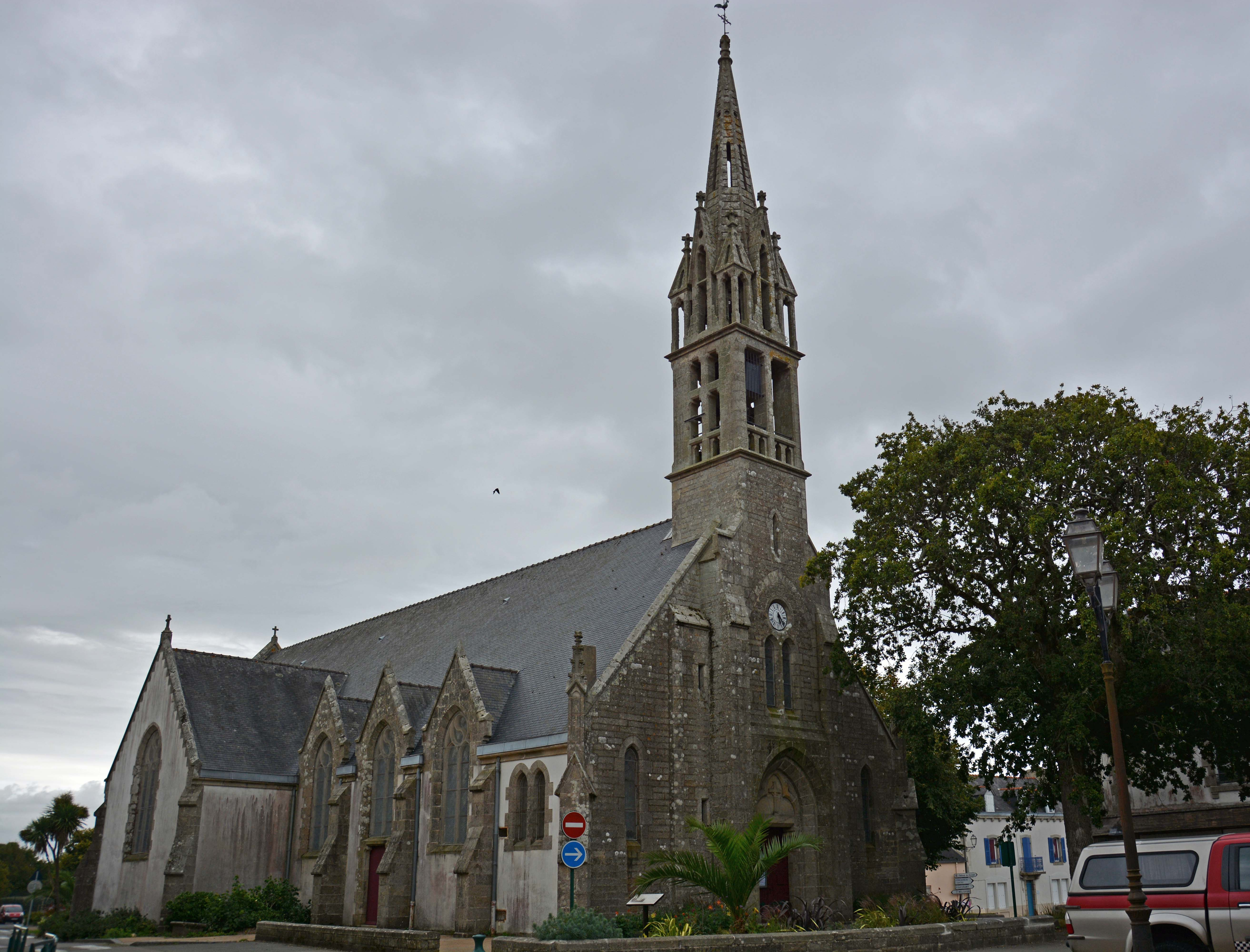
Église Saint-Budoc
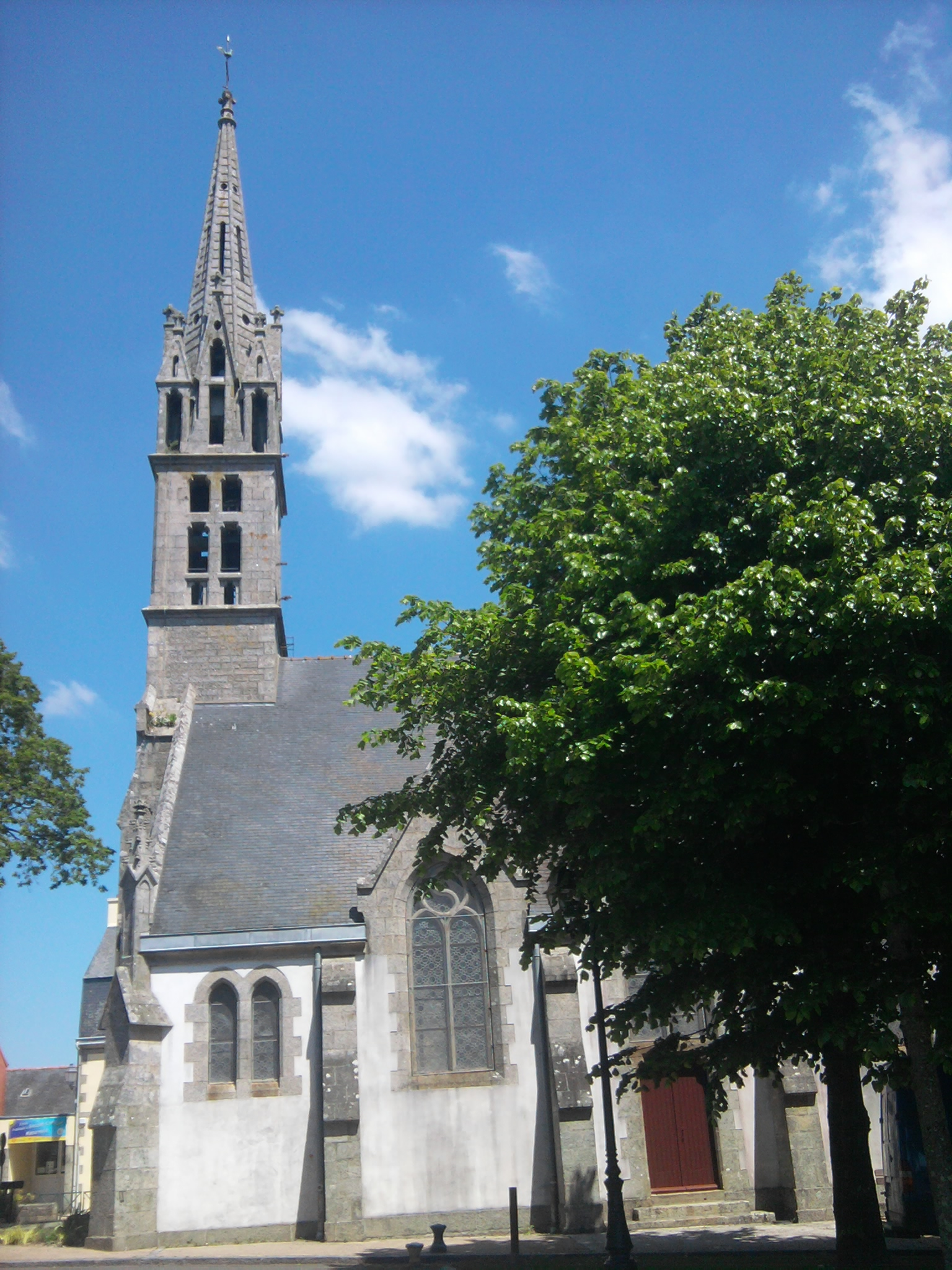
Église Saint-Budoc
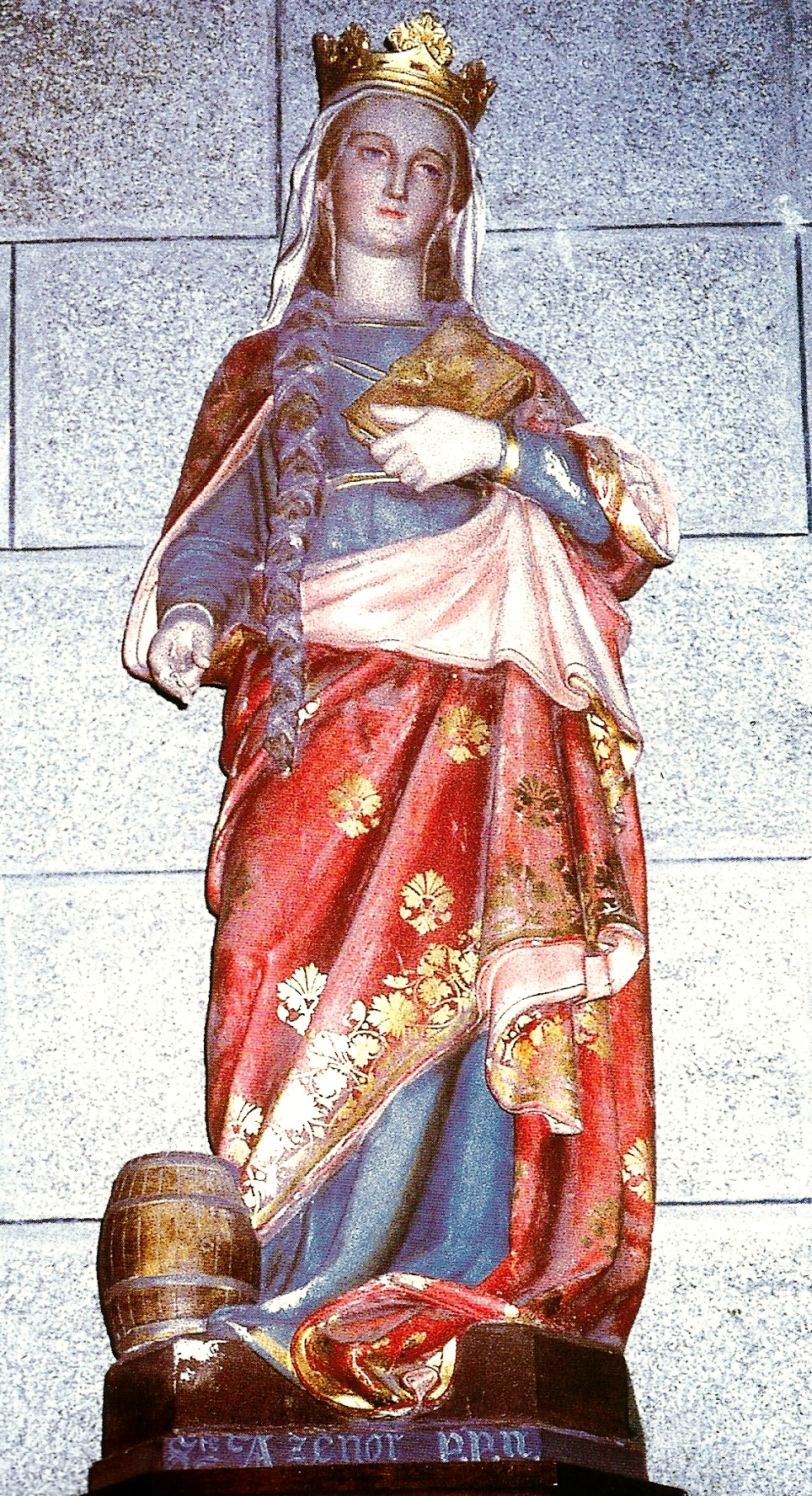
Église paroissiale Saint-Budoc : statue d'Azénor avec son tonneau.
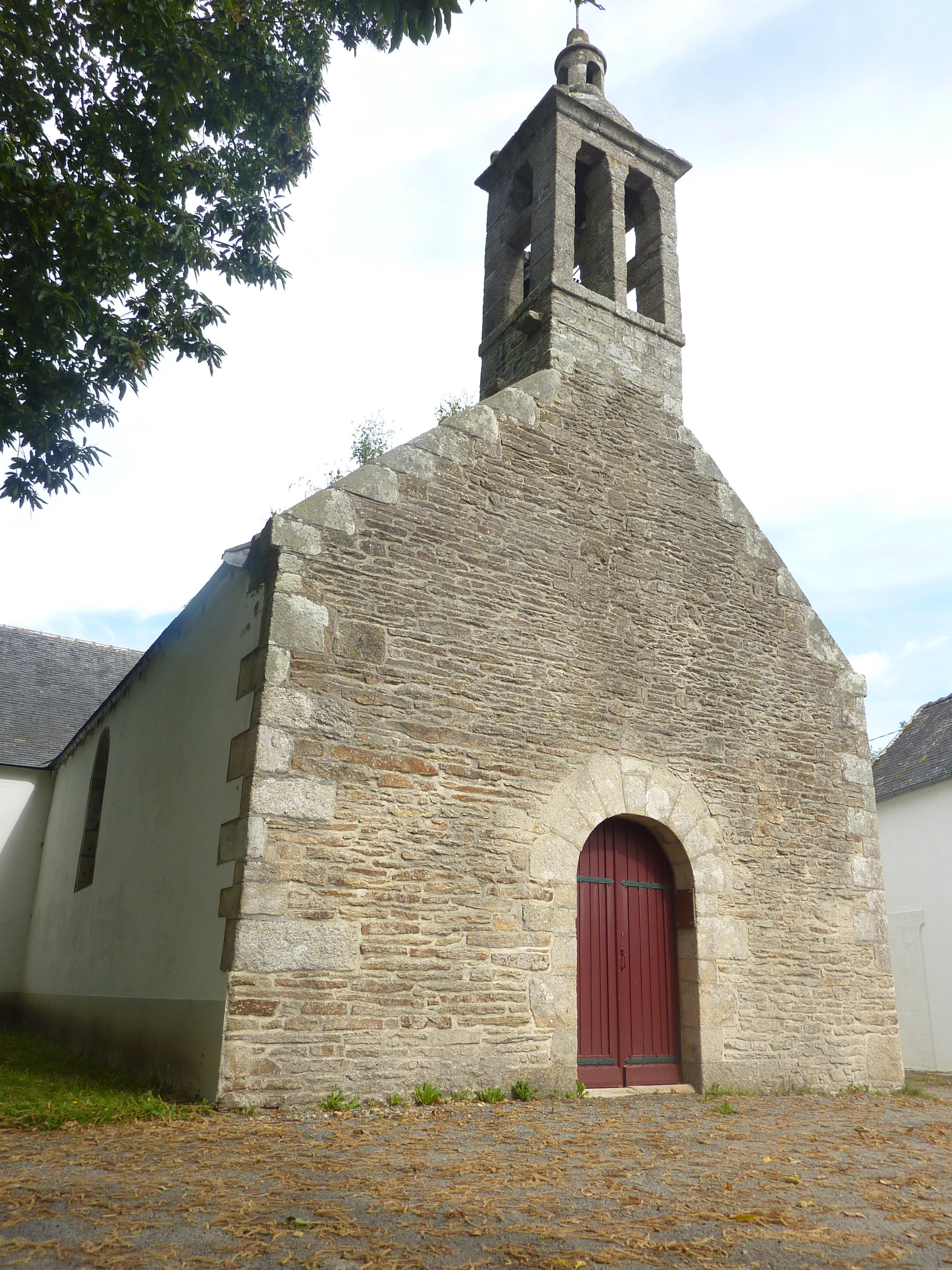
Chapelle de Lochrist
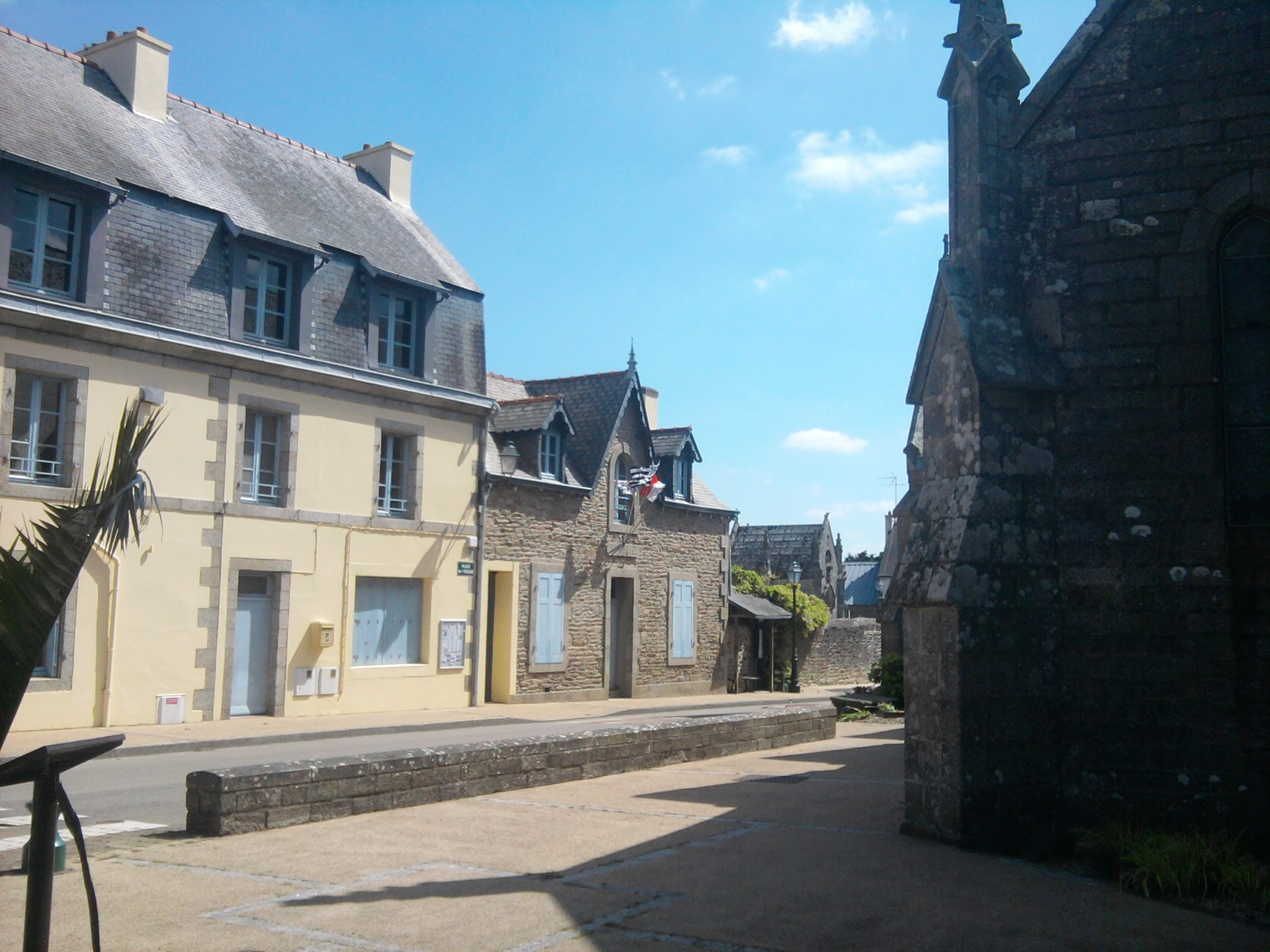
Beuzec-Conq

### Sites naturels
- plage des Sables-blancs
- anse de Saint-Laurent
- anse de Saint-Jean